# Aeroportul JAGS McCartney
Aeroportul JAGS McCartney (IATA: GDT, ICAO: MBGT) este un aeroport din Grand Turk⁠(d), Insulele Turks și Caicos, Regatul Unit ce deservește zona Cockburn Town⁠(d).
Situat la o altitudine de 4 m, aeroportul dispune de o singură pistă.